# Refuge Entre-Deux-Eaux
Das Refuge Entre-Deux-Eaux ist eine Schutzhütte, die sich im Département Savoie in der Region Auvergne-Rhône-Alpes befindet. Die Schutzhütte, die auf einer Höhe von 2120 m liegt, befindet sich auf dem Gebiet der Gemeinde Val-Cenis und liegt innerhalb des Nationalparks Vanoise.

## Geographie
Der Name Entre-deux-Eaux (übersetzt: zwischen 2 Wasserläufen) bezieht sich auf die geographische Gegebenheit vor Ort. Die Hütte befindet sich zwischen den beiden Gebirgsbächen Leisse und Torrent de Rocheure, die ca. 600 m weiter zusammenfließen und dort den Bach Doron de Termignon bilden.
Die Hütte befindet sich in der Nähe der Südseite des Bergs Grande Casse, dem höchsten Gipfel des Vanoise-Massivs.

## Beschreibung
Die Schutzhütte bietet maximal 38 Wanderern eine Übernachtungsmöglichkeit in insgesamt 3 Schlafräumen. Bewirtschaftet wird die Hütte im Sommer von Anfang Juni bis Ende September. Sie ist Etappenziel auf den Fernwanderwegen GR 5 und GR 55.

## Zustiege
Der Normalweg beginnt am über die Departementsstrasse D126 erreichbaren Parkplatz Bellecombe, der auf einer Höhe von 2307 m liegt. Der Parkplatz ist mit öffentlichen Verkehrsmitteln erreichbar. Vom Parkplatz erreicht man die Hütte nach ca. 1h45 auf einem befahrbaren Weg.
Alternativ kann man die Hütte vom auf 1620 m Höhe gelegenen Parkplatz Fontanettes (bei Pralognan-la-Vanoise) erreichen. Der Anstieg dauert ca. 3h30.

## Tourenmöglichkeiten
Übergang zu den Schutzhütten Refuge du Plan du Lac (Gehzeit 1h15), Refuge de la Leisse (2h30), Refuge de la Femma (2h00) und Refuge du Col de la Vanoise (2h00)